# Khrüszaphiosz Ztommasz
Khrüszaphiosz Ztommasz, latinosan Chrysaphius Ztommas (görögül Χρυσάφιος Ζτομμάς, ? – 450) eunuch, keletrómai politikus, aki nagy befolyással bírt II. Theodosius udvarában.
Életéről és pontos szerepéről nagyon kevés információval rendelkezünk. Valószínűsíthető, hogy Aelia Eudocia kardvivőjeként (spatharius) szövetkezett úrnőjével, valamikor annak jeruzsálemi zarándoklata idején (439 k.), hogy kiüssék a nyeregből a császárné befolyásos sógornőjét, a később szentté avatott Pulcheriát. Úgy tűnik, egy ideig sikerrel is jártak, mivel 442-443 körül Pulcheria látványosan a háttérbe szorult, majd 446-447 táján el is távolították az udvarból. Ennek feltehetően vallási jellegű okai is lehettek: az eunuch, aki a 440-es évek végére kamarási (praepositus) rangba emelkedett, a monofizita Eutükhészt támogatta, míg Pulcheria meggyőzdéses ortodox volt.
Khrüszaphiosz tervelte ki, hogy Attila hun fejedelmet követjárás ürügyén megöljék, ám az intrikára fény derült, és a hunok Ztommasz fejét követelték. Az eunuch életét végül tetemes összeg fejében sikerült megváltani. 449-ben, az ún. epheszoszi rablózsinaton, mely Eutükhész mellett foglalt állást, megölték Szent Flavianus konstantinápolyi pátriárkát, és az ügy kapcsán II. Theodosius száműzte Khrüszaphioszt. Pulcheria ekkor térhetett vissza az udvarba, hogy ismét átvegye az ügyek irányítását.
A császár halála után császárnéként trónra kerülő Pulcheria és férje, Marcianus egyik első dolga volt, hogy kivégeztesse.

## Szépirodalom
- Alakja Gárdonyi Géza A láthatatlan ember c. regényében Krizafiosz néven szerepel.